# Trichoschiza gracilipes
Trichoschiza gracilipes är en skalbaggsart som beskrevs av Moser 1917. Trichoschiza gracilipes ingår i släktet Trichoschiza och familjen Melolonthidae. Inga underarter finns listade i Catalogue of Life.